# Discografia degli HIM
La discografia degli HIM, gruppo musicale finlandese formatosi nel 1991, è costituita da nove album in studio (di cui un album di remix), un album dal vivo, otto raccolte, due demo, un EP e svariati singoli, pubblicati tra il 1992 e il 2017.

## Album

### Album in studio
| Anno | Album                                                                                               | Classifiche | Classifiche | Classifiche | Classifiche | Classifiche | Classifiche | Classifiche | Classifiche | Classifiche | Classifiche | Classifiche | Classifiche | Classifiche | Classifiche | Classifiche | Certificazioni                                    |
| Anno | Album                                                                                               | FIN         | AUS         | AUT         | BEL         | FRA         | GER         | ITA         | NED         | NOR         | POR         | SPA         | SWE         | SWI         | UK          | US          | Certificazioni                                    |
| ---- | --------------------------------------------------------------------------------------------------- | ----------- | ----------- | ----------- | ----------- | ----------- | ----------- | ----------- | ----------- | ----------- | ----------- | ----------- | ----------- | ----------- | ----------- | ----------- | ------------------------------------------------- |
| 1997 | Greatest Lovesongs Vol. 666 - Pubblicato: 3 novembre 1997 - Etichetta: BMG                          | 4           | —           | —           | —           | —           | 50          | —           | —           | —           | —           | —           | —           | —           | —           | —           | - FIN: Platinum                                   |
| 2000 | Razorblade Romance - Pubblicato: 24 gennaio 2000 - Etichetta: BMG                                   | 1           | —           | 1           | 47          | —           | 1           | —           | 78          | —           | —           | —           | —           | 8           | —           | —           | - FIN: 2× Platinum - GER: 3x Gold - AUT: Gold     |
| 2001 | Deep Shadows and Brilliant Highlights - Pubblicato: 27 agosto 2001 - Etichetta: BMG                 | 1           | —           | 1           | —           | —           | 2           | 37          | —           | —           | —           | —           | 44          | 2           | —           | 190         | - FIN: Platinum - AUT: Gold                       |
| 2003 | Love Metal - Pubblicato: 11 aprile 2003 - Etichetta: BMG                                            | 1           | —           | 5           | —           | 141         | 1           | 22          | —           | 32          | 21          | —           | 11          | 4           | 55          | 117         | - FIN: Platinum - GER: Gold                       |
| 2005 | Dark Light - Pubblicato: 23 settembre 2005 - Etichetta: Sire Records                                | 1           | 40          | 4           | 42          | 155         | 4           | 10          | 25          | 13          | 27          | 10          | 7           | 8           | 18          | 18          | - FIN: Platinum - GER: Gold - UK: Gold - US: Gold |
| 2007 | Venus Doom - Pubblicato: 14 settembre 2007 - Etichetta: Sire Records                                | 2           | 32          | 9           | 69          | —           | 3           | 20          | 36          | 22          | —           | 22          | 12          | 5           | 31          | 12          | - FIN: Gold                                       |
| 2010 | Screamworks: Love in Theory and Practice - Pubblicato: 8 Febbraio 2010 - Etichetta: Sire Records    | 2           | 36          | 7           | —           | —           | 4           | 68          | 44          | —           | —           | 27          | 21          | 7           | 50          | 25          | - FIN: Gold                                       |
| 2013 | Tears on Tape - Pubblicato: 30 aprile 2013 - Etichetta: DoubleCross, Razor & Tie, Universal Finland | 2           | 65          | 7           | —           | —           | 2           | —           | 89          | —           | —           | 31          | 48          | 22          | —           | 15          |                                                   |
| .    | |             |             |             |             |             |             |             |             |             |             |             |             |             |             |             |                                                   |

### Album dal vivo
| Anno | Album                                                                        | Classifiche | Classifiche | Classifiche | Classifiche | Classifiche | Classifiche | Classifiche |
| Anno | Album                                                                        | FIN         | AUS         | AUT         | GER         | SWE         | US          |             |
| ---- | ---------------------------------------------------------------------------- | ----------- | ----------- | ----------- | ----------- | ----------- | ----------- | ----------- |
| 2008 | Digital Versatile Doom - Pubblicato: 1 aprile 2008 - Etichetta: Sire Records | 10          | 48          | 35          | 37          | 59          | 168         |             |

### Album di remix
| Anno | Album                                                          |
| ---- | -------------------------------------------------------------- |
| 2010 | SWRMXS - Pubblicato: 7 dicembre 2010 - Etichetta: Sire Records |

### Raccolte
| Anno | Album                                                                                       | Classifiche | Classifiche | Classifiche | Classifiche | Classifiche | Classifiche | Classifiche | Classifiche | Classifiche | Classifiche | Classifiche | Classifiche | Certificazioni  |
| Anno | Album                                                                                       | FIN         | AUT         | BEL         | GER         | ITA         | NED         | NOR         | POR         | SWE         | SWI         | UK          | US          | Certificazioni  |
| ---- | ------------------------------------------------------------------------------------------- | ----------- | ----------- | ----------- | ----------- | ----------- | ----------- | ----------- | ----------- | ----------- | ----------- | ----------- | ----------- | --------------- |
| 2004 | And Love Said No - The Greatest Hits 1997-2004 - Pubblicato: 15 marzo 2004 - Etichetta: BMG | 2           | 9           | 98          | 5           | 55          | 71          | 32          | 11          | 20          | 18          | 30          | —           | - FIN: Platinum |
| 2006 | Uneasy Listening Vol. 1 - Pubblicato: 27 ottobre 2006 - Etichetta: Sony BMG                 | 7           | —           | —           | 37          | —           | —           | —           | —           | 55          | 40          | —           | 162         |                 |
| 2007 | Uneasy Listening Vol. 2 - Pubblicato: 20 aprile 2007 - Etichetta: Sony BMG                  | 12          | —           | —           | 38          | —           | —           | —           | —           | 33          | 61          | —           | —           |                 |
| 2007 | Uneasy Listening Vol.1 & 2 - Pubblicato: 9 novembre 2007 - Etichetta: Sony BMG              | —           | —           | —           | —           | —           | —           | —           | —           | —           | —           | —           | —           |                 |
| 2012 | XX - Two Decades of Love Metal - Pubblicato: 29 ottobre 2012 - Etichetta: Sony Music        | 4           | —           | —           | 98          | —           | —           | —           | —           | —           | —           | —           | —           |                 |

## Box set
| Anno | Album | Classifiche |
| Anno | Album | FIN         |
| ---- | --- | ----------- |
| 2002 | The Single Collection - Pubblicato: 7 ottobre 2002 - Etichetta: BMG                                                     | 12          |
| 2014 | Lashes to Ashes, Lust to Dust: A Vinyl Retrospective '96-'03 - Pubblicato: 29 ottobre 2012 - Etichetta: The End Records | —           |

## Demo
| Anno | Album                         |
| ---- | ----------------------------- |
| 1992 | Witches and Other Night Fears |
| 1995 | This Is Only the Beginning    |
| 1998 | Slippery When Dead            |

## Extended play
| Anno | Titolo                                                                    | Classifiche |
| Anno | Titolo                                                                    | FIN         |
| ---- | ------------------------------------------------------------------------- | ----------- |
| 1996 | 666 Ways to Love: Prologue - Pubblicato: 16 ottobre 1996 - Etichetta: BMG | 9           |

## Singoli
| Anno | Titolo                                      | Classifiche | Classifiche | Classifiche | Classifiche | Classifiche | Classifiche | Classifiche | Classifiche | Classifiche | Classifiche | Classifiche | Classifiche | Classifiche | Classifiche | Classifiche | Certificazioni                          | Album                                          |
| Anno | Titolo                                      | FIN         | FIN Air     | FIN Down    | AUT         | GER         | ITA         | NED         | NOR         | SPA         | SWE         | SWI         | UK          | US          | US Alt      | US Main     | Certificazioni                          | Album                                          |
| ---- | ------------------------------------------- | ----------- | ----------- | ----------- | ----------- | ----------- | ----------- | ----------- | ----------- | ----------- | ----------- | ----------- | ----------- | ----------- | ----------- | ----------- | --------------------------------------- | ---------------------------------------------- |
| 1997 | When Love and Death Embrace                 | 9           | —           | —           | —           | —           | —           | —           | —           | —           | —           | —           | —           | —           | —           | —           |                                         | Greatest Lovesongs Vol. 666                    |
| 1998 | Your Sweet Six Six Six                      | 7           | —           | —           | —           | —           | —           | —           | —           | —           | —           | —           | —           | —           | —           | —           |                                         | Greatest Lovesongs Vol. 666                    |
| 1998 | Wicked Game                                 | —           | —           | —           | —           | —           | —           | —           | —           | —           | —           | —           | —           | —           | —           | —           |                                         | Greatest Lovesongs Vol. 666                    |
| 1999 | Join Me in Death                            | 1           | —           | —           | 2           | 1           | 30          | 33          | —           | —           | 52          | 8           | —           | —           | —           | —           | - FIN: Platinum - GER: Gold - AUT: Gold | Razorblade Romance                             |
| 2000 | Right Here in My Arms                       | 1           | —           | —           | —           | 22          | —           | —           | —           | —           | —           | 45          | —           | —           | —           | —           |                                         | Razorblade Romance                             |
| 2000 | Poison Girl                                 | 3           | —           | —           | —           | 34          | —           | —           | —           | —           | —           | —           | —           | —           | —           | —           |                                         | Razorblade Romance                             |
| 2000 | Gone with the Sin                           | 1           | —           | —           | —           | 19          | —           | —           | —           | —           | —           | 89          | —           | —           | —           | —           |                                         | Razorblade Romance                             |
| 2001 | Pretending                                  | 1           | —           | —           | 36          | 10          | —           | —           | —           | —           | —           | 32          | —           | —           | —           | —           |                                         | Deep Shadows and Brilliant Highlights          |
| 2001 | In Joy and Sorrow                           | 2           | —           | —           | —           | 17          | —           | —           | —           | —           | —           | 98          | —           | —           | —           | —           |                                         | Deep Shadows and Brilliant Highlights          |
| 2002 | Heartache Every Moment & Close to the Flame | 2           | —           | —           | —           | 20          | —           | —           | —           | —           | —           | 88          | —           | —           | —           | —           |                                         | Deep Shadows and Brilliant Highlights          |
| 2003 | The Funeral of Hearts                       | 1           | —           | —           | 26          | 3           | —           | —           | —           | —           | —           | 24          | 15          | —           | —           | —           |                                         | Love Metal                                     |
| 2003 | Buried Alive by Love                        | —           | —           | —           | 66          | 27          | —           | —           | —           | —           | —           | 98          | 30          | —           | —           | —           |                                         | Love Metal                                     |
| 2003 | The Sacrament                               | 4           | —           | —           | 47          | 22          | —           | —           | —           | —           | —           | 71          | 23          | —           | —           | —           |                                         | Love Metal                                     |
| 2004 | Solitary Man                                | 2           | —           | —           | 45          | 17          | —           | —           | —           | —           | 37          | 40          | 9           | —           | —           | —           |                                         | And Love Said No - The Greatest Hits 1997-2004 |
| 2004 | And Love Said No                            | 2           | —           | —           | —           | —           | —           | —           | —           | —           | —           | —           | —           | —           | —           | —           |                                         | And Love Said No - The Greatest Hits 1997-2004 |
| 2005 | Wings of a Butterfly                        | 1           | —           | —           | 12          | 10          | 20          | —           | 18          | 3           | 12          | 28          | 10          | 87          | 19          | 20          |                                         | Dark Light                                     |
| 2005 | Vampire Heart (promotional single)          | —           | —           | —           | —           | —           | —           | —           | —           | —           | —           | —           | —           | —           | —           | —           |                                         | Dark Light                                     |
| 2006 | Killing Loneliness                          | 2           | —           | —           | 56          | 32          | —           | —           | —           | —           | —           | 44          | 26          | —           | —           | —           |                                         | Dark Light                                     |
| 2006 | Under the Rose (promotional single)         | —           | —           | —           | —           | —           | —           | —           | —           | —           | —           | —           | —           | —           | —           | —           |                                         | Dark Light                                     |
| 2006 | In Joy and Sorrow/Pretending                | 1           | —           | —           | —           | —           | —           | —           | —           | —           | —           | —           | —           | —           | —           | —           |                                         | Uneasy Listening Vol. 1                        |
| 2007 | The Kiss of Dawn                            | 2           | —           | 30          | —           | 44          | —           | —           | —           | —           | 30          | —           | 59          | —           | —           | —           |                                         | Venus Doom                                     |
| 2007 | "Bleed Well"                                | —           | —           | —           | —           | —           | —           | —           | —           | —           | —           | —           | —           | —           | —           | —           |                                         | Venus Doom                                     |
| 2009 | Heartkiller                                 | 5           | —           | 8           | 56          | 34          | —           | —           | —           | —           | —           | —           | —           | —           | —           | 30          |                                         | Screamworks: Love in Theory and Practice       |
| 2010 | Scared to Death                             | —           | —           | —           | —           | —           | —           | —           | —           | —           | —           | —           | —           | —           | —           | —           |                                         | Screamworks: Love in Theory and Practice       |
| 2012 | Strange World                               | —           | —           | 19          | —           | —           | —           | —           | —           | —           | —           | —           | —           | —           | —           | —           |                                         | XX - Two Decades of Love Metal                 |
| 2013 | Tears on Tape                               | —           | 49          | —           | —           | —           | —           | —           | —           | —           | —           | —           | —           | —           | —           | —           |                                         | Tears on Tape                                  |
| 2013 | Into the Night                              | —           | —           | —           | —           | —           | —           | —           | —           | —           | —           | —           | —           | —           | —           | —           |                                         | Tears on Tape                                  |
| 2013 | All Lips Go Blue                            | —           | —           | —           | —           | —           | —           | —           | —           | —           | —           | —           | —           | —           | —           | —           |                                         | Tears on Tape                                  |
| .    |                                             |             |             |             |             |             |             |             |             |             |             |             |             |             |             |             |                                         |                                                |

## Videografia

### Album video
| Anno | Album | Classifiche | Classifiche | Classifiche | Classifiche | Classifiche | Classifiche | Certificazioni  |
| Anno | Album | FIN         | AUS         | AUT         | GER         | SWE         | US          | Certificazioni  |
| ---- | --- | ----------- | ----------- | ----------- | ----------- | ----------- | ----------- | --------------- |
| 2004 | The Video Collection: 1997-2003 - Pubblicato: 7 dicembre 2004 - Etichetta: Universal Records, Jimmy Franks Recording Company | —           | —           | —           | —           | —           | —           |                 |
| 2005 | Love Metal Archives Vol. I - Pubblicato: 25 aprile 2005 - Etichetta: Sony BMG                                                | 1           | —           | —           | 15          | —           | —           | - FIN: Platinum |
| 2008 | Digital Versatile Doom - Pubblicato: 1 aprile 2008 - Etichetta: Sire Records                                                 | 10          | 48          | 35          | 37          | 59          | 168         |                 |

### Video musicali
| Anno | Titolo                           | Regista          |
| ---- | -------------------------------- | ---------------- |
| 1996 | "Wicked Game" (version 1)        | Antto Melasniemi |
| 1998 | "Wicked Game" (version 2)        | Markus Walter    |
| 1999 | "When Love and Death Embrace"    | Mikko Pitkänen   |
| 1999 | "Join Me in Death" (version 1)   | Robert Wilde     |
| 2000 | "Right Here in My Arms"          | Pasi Pauni       |
| 2000 | "Poison Girl"[A]                 | —                |
| 2000 | "Gone with the Sin"              | Ercin Filizli    |
| 2000 | "Join Me in Death" (version 2)   | John Hillcoat    |
| 2000 | "Wicked Game" (version 3)        | Bill Yükich      |
| 2001 | "Pretending"                     | Kevin Godley     |
| 2001 | "In Joy and Sorrow"              | John Hillcoat    |
| 2001 | "Heartache Every Moment"[A]      | —                |
| 2002 | "Close to the Flame"[A]          | —                |
| 2003 | "The Funeral of Hearts"          | Stefan Lindfors  |
| 2003 | "Buried Alive by Love"           | Bam Margera      |
| 2004 | "The Sacrament"                  | Bam Margera      |
| 2004 | "Solitary Man"                   | Bam Margera      |
| 2004 | "And Love Said No"               | Bam Margera      |
| 2005 | "Wings of a Butterfly"           | Meiert Avis      |
| 2005 | "Killing Loneliness" (version 1) | Noble Jones      |
| 2006 | "Killing Loneliness" (version 2) | Nathan Cox       |
| 2007 | "The Kiss of Dawn"               | Meiert Avis      |
| 2007 | "Bleed Well"                     | Meiert Avis      |
| 2010 | "Heartkiller"                    | James Copeman    |
| 2010 | "Scared to Death"                | Eugene Riecansky |
| 2012 | "Strange World"                  | Eugene Riecansky |
| 2013 | "Tears on Tape"                  | Stefan Lindfors  |
| 2013 | "All Lips Go Blue"               | Eugene Riecansky |
| 2013 | "Into the Night"                 | Stefan Lindfors  |

Note
A^ Il video consiste in un filmato del tour.

## Altre apparizioni
| Anno | Canzone                                                | Album                                             |
| ---- | ------------------------------------------------------ | ------------------------------------------------- |
| 1999 | "Join Me in Death"                                     | The Thirteenth Floor(soundtrack)                  |
| 2000 | "Razorblade Kiss"                                      | Restless (soundtrack)                             |
| 2001 | "Rendezvous with Anus"                                 | Alpha Motherfuckers                               |
| 2001 | "Bury Me Deep Inside Your Heart"                       | Salatut elämät (soundtrack)                       |
| 2001 | "Close to the Flame"                                   | Me and Morrison (soundtrack)                      |
| 2003 | "Lose You Tonight", "Pretending", "Beautiful", "Again" | Haggard: The Movie (soundtrack)                   |
| 2004 | "Join Me in Death"                                     | Resident Evil: Apocalypse (soundtrack)            |
| 2004 | "The Path"                                             | Honey Baby (soundtrack)                           |
| 2005 | "Wicked Game"                                          | Smallville, Vol. 2: Metropolis Mix                |
| 2005 | "Soul on Fire"                                         | Ozzfest: 10th Anniversary                         |
| 2005 | "Soul on Fire"                                         | Viva la Bands                                     |
| 2007 | "Wings of a Butterfly"                                 | In the Name of the King (soundtrack)              |
| 2007 | "Passion's Killing Floor"                              | Transformers: The Album                           |
| 2007 | "The Sacrament"                                        | Highlander: The Search for Vengeance (soundtrack) |